# Château de la Fontaine-Saint-Père
Le château de la Fontaine-Saint-Père est situé sur la commune du Quessoy en France.

## Localisation
Le château est situé sur la commune du Quessoy dans le département des Côtes-d'Armor, dans la région Bretagne.

## Description
Le château possède deux étages carrés et un logis sous combles. Le logis du XVIIIe siècle a conservé l'essentiel de son décor de boiseries. Un second manoir, se situe au sud du château, avec une façade reprise en 1667. L'ancien verger s'étend à l'est, et le potager au nord.

## Historique
Le château est composé d'un logis daté de 1773 greffé sur un ancien manoir et qui forme une aile en retour.

## Protection
Le château est inscrit en 2002 au titre des monuments historiques. Éléments protégés : le logis du XVIIIe siècle et le corps de bâtiment liant le logis à l'ancien manoir, en totalité ; les façades et les toitures de l'aile en retour du logis principal, de l'ancien manoir dit "Le Couvent", de la bergerie et du pressoir ; les sols du jardin sud, de la cour, du verger et du potager avec leurs portails et les murs de clôture : inscription par arrêté du 22 mars 2002.